# Štolba-Chiffriermaschine
Die Štolba-Chiffriermaschine (auch geschrieben: Stolba) ist die erste – in der Tschechoslowakei entwickelte und gefertigte – Rotor-Chiffriermaschine. Sie entstand Mitte der 1930er-Jahre und wurde in der tschechoslowakischen Armee eingesetzt, und später, während des Zweiten Weltkriegs (1939–1945), auch von der Slowakei. Kennzeichnend ist die Verwendung von Luft als Medium, genauer Saugluft, also die Verwendung des pneumatischen Prinzips. Dies steht im Gegensatz zu vielen anderen Schlüsselmaschinen aus der Zwischenkriegszeit, bei denen die Verschlüsselung mithilfe von elektrischem Strom erreicht wurde.
Benannt ist sie nach ihrem Erfinder, Josef Štolba (* 5. Juli 1897; † 16. Mai 1953), der unter dem Namen Josef Sieber  geboren worden war und seinen Nachnamen geändert hatte. Er diente in der tschechoslowakischen Armee im Rang eines Podplukovník (Oberstleutnant).

## Vorgeschichte

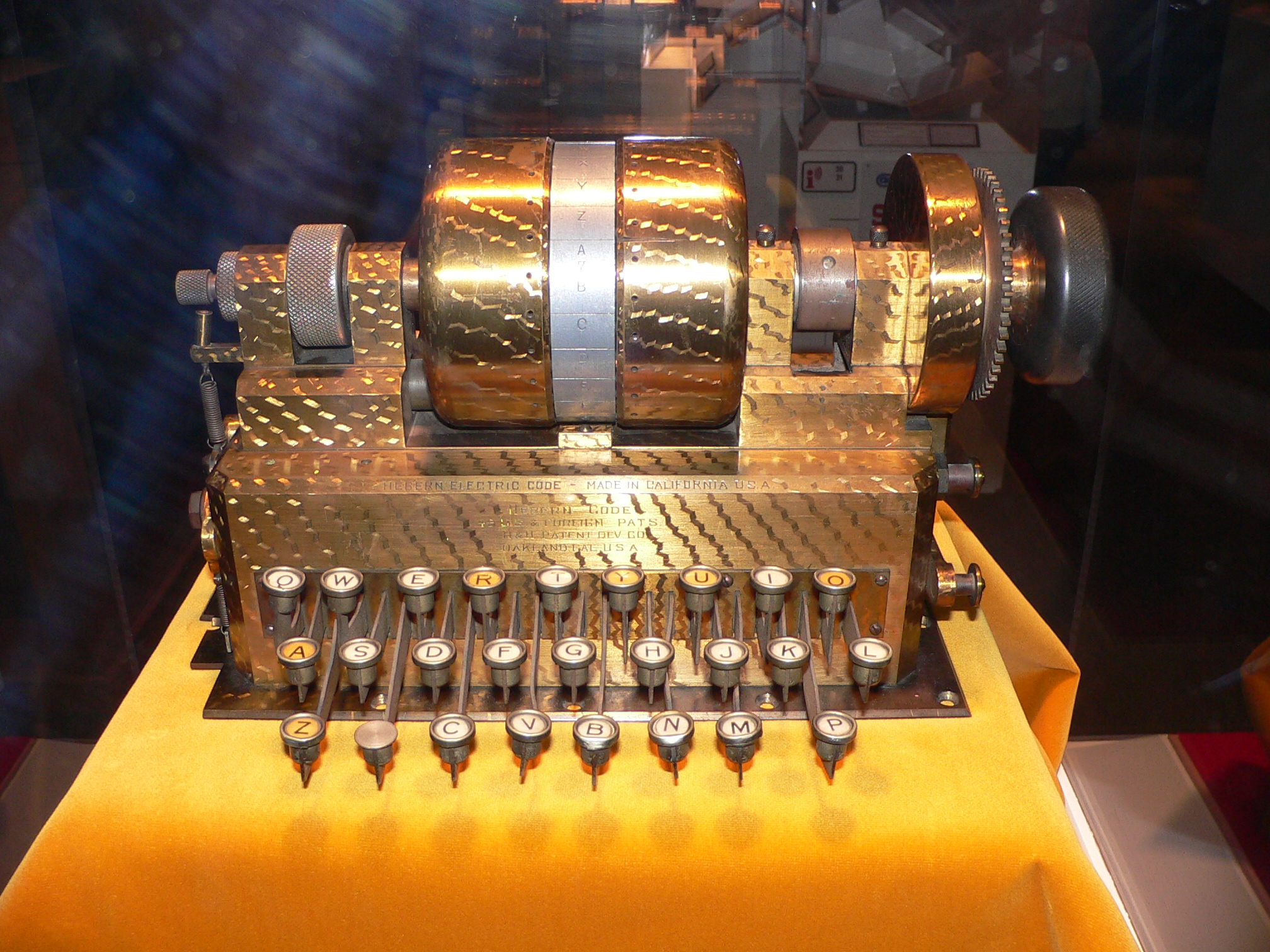
Nachbau von Heberns elektrischer Rotor-Schlüsselmaschine, der Electric Code machine

Während des Ersten Weltkriegs (1914–1918) nutzten die Nationen zur Geheimhaltung ihrer militärischen Nachrichten fast ausschließlich nur Handschlüsselverfahren. Mit Aufkommen von elektrischen Schreibmaschinen und Fernschreibern zu Beginn des 20. Jahrhunderts, kamen mehrere Erfinder auf die Idee des Rotor-Prinzips zur Verschlüsselung von Texten. Diese Maschinen versprachen eine einfachere Handhabung und eine verbesserte kryptographische Sicherheit als die inzwischen veralteten manuellen Verfahren.
Zu den ersten realisierten Rotor-Maschinen gehörte eine elektrische Chiffriermaschine des US-amerikanischen Kryptologen Edward Hebern. Er nannte sie die Electric Code machine (Bild). Dieses Gerät aus dem Jahr 1917 verfügte nur über einen einzigen Rotor. Aus diesem Grund erwies es sich (ähnlich wie später auch die deutsche Enigma) als weniger sicher gegen unbefugte Entzifferung als zunächst angenommen. Der amerikanische Kryptologe William F. Friedman konnte kryptographische Schwächen des „Hebern-Prinzips“ aufdecken, nachdem die Methode der US-Regierung angeboten worden war.
In Deutschland hatte bereits im Jahr 1918 der Erfinder der Enigma, Arthur Scherbius, sowohl das pneumatische als auch das hydraulische Prinzip als Alternative zur ursprünglich vorgeschlagenen Elektrik für seine Chiffriermaschine zum Patent angemeldet. Dies wurde allerdings in Deutschland niemals weiterverfolgt.

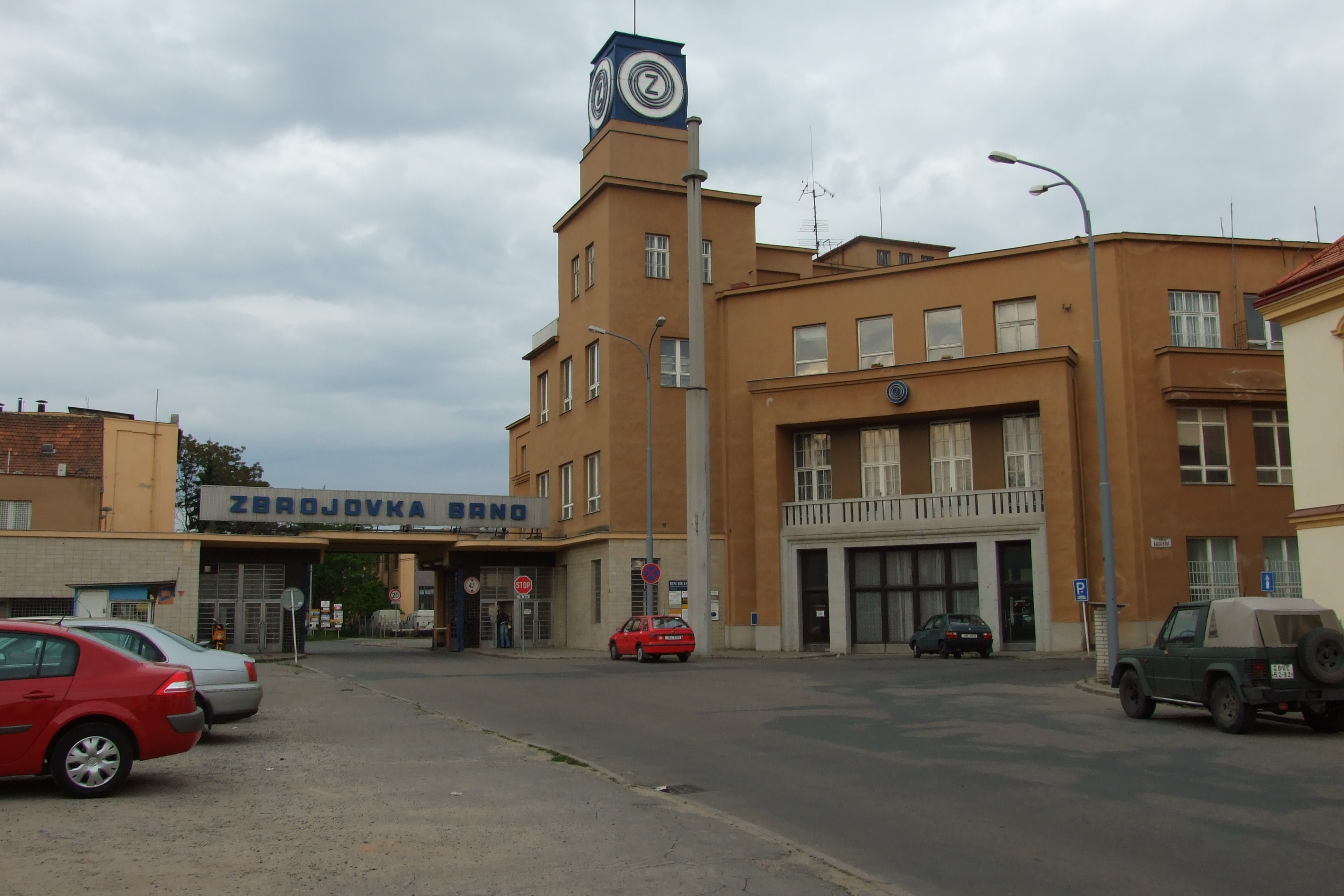
Eingangsbereich zur Herstellerfirma Zbrojovka Brno der Schreibmaschine

In der 1918 gegründeten Tschechoslowakei nutze man Mitte der 1930er-Jahre jedoch genau diese Idee auf der Suche nach eigenen Methoden zur maschinellen Verschlüsselung.
Auch der Brite Sidney Hole mit seiner Chiffriermaschine hatte das pneumatische Prinzip ab 1922 im Vereinigten Königreich verfolgt. Im Jahr 1934 jedoch gaben die Briten es auf und wechselten stattdessen zum elektrischen Prinzip. Dabei nutzten sie eine kommerziell erhältliche deutsche Enigma-D und verbesserten diese zur Typex. Auch Štolba wechselte später das Prinzip und nutzte ab der zweiten Version seiner Chiffriermaschine elektrischen Strom.

## Aufbau

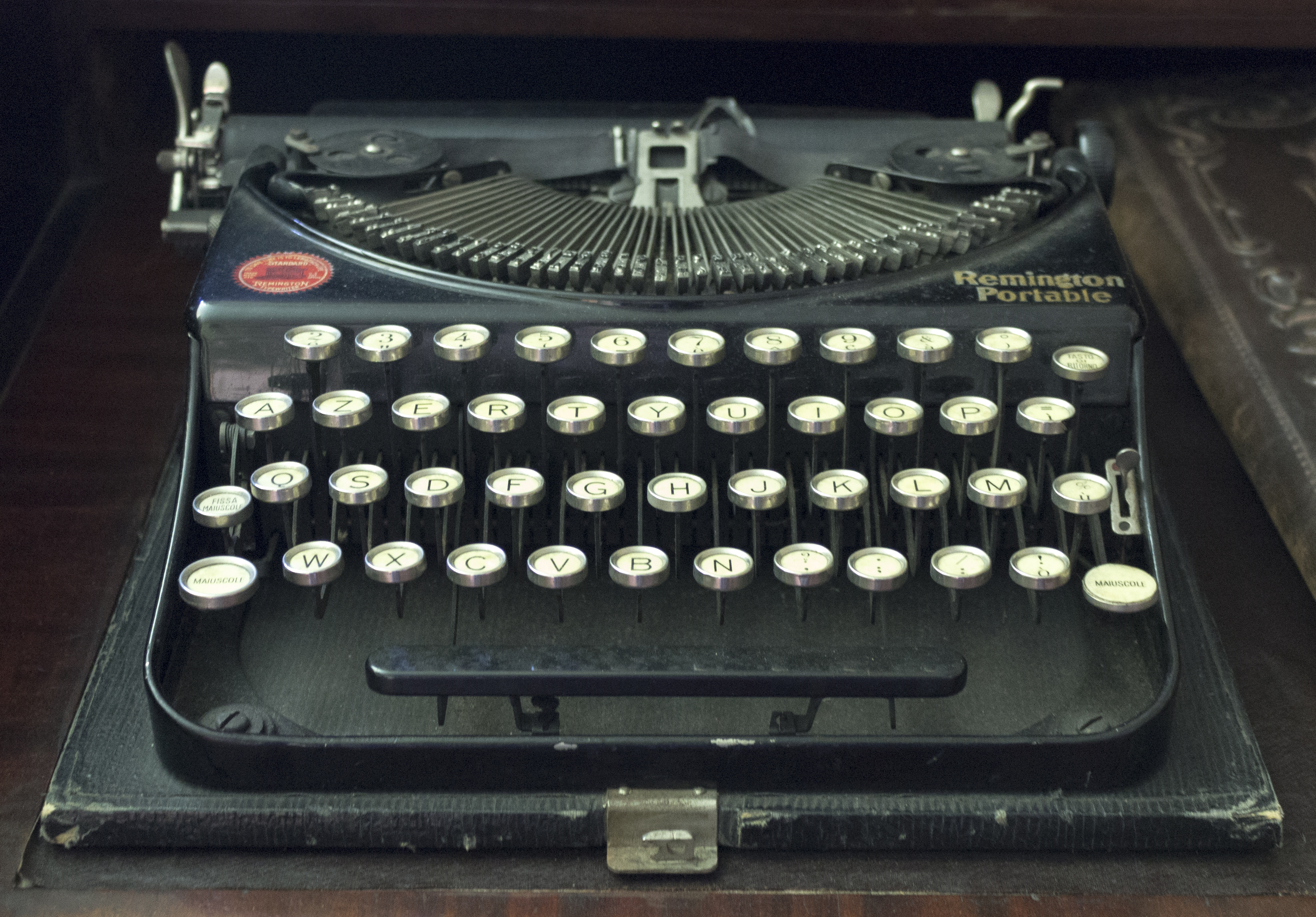
Reiseschreibmaschine ähnlich der für die Štolba verwendeten Remington Z. Hierzu wurde die obere Tastenreihe und die Leertaste sowie die äußeren Typenhebel entfernt.

Die pneumatische Chiffriermaschine Štolba wiegt rund 45 kg (zum Vergleich: Enigma I etwa 12 kg). Als Ausgangspunkt diente eine handelsübliche Reiseschreibmaschine des amerikanischen Herstellers E. Remington and Sons, die damals in Lizenz durch 
Československa Zbrojovka Brno in Brünn hergestellt wurde. Verwendet wird eine modifizierte Tastatur, die nur die 26 Großbuchstaben des lateinischen Alphabets aufweist. Die Anordnung der Buchstabentasten entspricht nahezu der auch im deutschsprachigen Raum üblichen QWERTZ-Tastaturbelegung. Einzige Ausnahme ist, dass sich die Taste „Q“ statt oben links sich hier unten rechts befindet: 
```
 W   E   R   T   Z   U   I   O   P

  A   S   D   F   G   H   J   K   L

   Y   X   C   V   B   N   M   Q
```

Ein- und Ausgabe der Texte erfolgen so wie bei einer gewöhnlichen Schreibmaschine, also durch Drücken auf Tasten und durch ein Schreibwerk mit Typenhebeln. Zusätzlich verfügt die Štolba über ein Chiffrierwerk, das sich wie ein Rahmen um die Schreibmaschine herum befindet (siehe auch: Foto unter Weblinks). Im hinteren Teil weist es einen Rotorensatz auf. Dieser besteht aus sechs nebeneinander auf einer gemeinsamen Achse angeordneten Rotoren, die sich nach jedem Tastendruck weiterdrehen. Gesteuert wird die Rotorfortschaltung auf unregelmäßige Weise durch einen weiteren Rotorensatz aus drei Rotoren. Zusätzlich befindet sich auf der linken Seite des Rahmens ein Zählwerk, das die Buchstaben zählt und anzeigt.
Der kryptologische Schlüssel ergibt sich aus der Anfangsstellung aller neun Rotoren.